# Terence Conran
Terence Orby Conran, CH, född 4 oktober 1931 i Kingston upon Thames i London, död 12 september 2020 i Kintbury i Berkshire, var en brittisk designer och företagsledare.
Terence Conran öppnade den första Habitatbutiken med möbler, textilier med mera 1964. År 1993 övertogs Habitatkedjan av Ikea. Han startade under 1990-talet en restaurangkedja och en ny kedja av möbel- och inredningsbutiker, Conran Shop. Conran har även publicerat böcker om heminredning, bland annat The House Book (1974, översatt till svenska som Terence Conrans inredningsbok 1997).